# Friend of the World
Friend of the World es una película de comedia de terror de ciencia ficción estadounidense de 2020 escrita y dirigida por Brian Patrick Butler y protagonizada por Nick Young y Alexandra Slade. La historia tiene lugar después del apocalipsis y cuenta la historia de un joven cineasta y un general militar atrapados en un búnker con una misteriosa amenaza.
La película tiene a 90% según 21 reseñas en Rotten Tomatoes y se ubica entre las 15 mejores películas narrativas de 2022 de Video Librarian.

## Trama
Diane (interpretada por Alexandra Slade) despierta en un búnker rodeada de cadáveres después de una brutal masacre. Después de intentar escapar de la estructura, finalmente se desmaya en el fondo del hueco de un ascensor, donde es rescatada por un hombre misterioso que se hace llamar General Gore (interpretado por Nick Young).

Aunque juega juegos mentales con ella, El General Gore le da comida y agua mientras intenta descubrir quién es Diane y cómo llegó al búnker. Aún conmocionada, tiene problemas para reconstruirlo, pero recuerda que la llevaron allí a la fuerza. También le cuenta sobre la película que había estado creando.

Gore insinúa un plan de contingencia para escapar del búnker. Sin una buena alternativa, Diane decide seguirlo a través del ambiente tóxico con la esperanza de llegar a un lugar seguro. En el camino son atacados por criaturas mutantes que supuestamente fueron envenenadas por radiación. Poco a poco se desarrolla una tensión y una confrontación psicológica entre los dos supervivientes a medida que se acercan a su destino y Diane siente que su cordura empieza a perder la cordura.

## Elenco
- Nick Young como Gore
- Alexandra Slade como Diane
- Michael C. Burgess como Berenger
- Kathryn Schott como Eva
- Kevin Smith como hombre delgado
- Luke Anthony Pensabene como Ferguson
- Neil Raymond Ricco como Ignacio

## Producción
El guion fue escrito en 2016. La inspiración provino de temas estadounidenses de la época, como la ansiedad nuclear, el cinismo y las elecciones presidenciales de Estados Unidos de 2016 . 

### Influencia
En una entrevista con Times of San Diego, Butler afirmó que el estilo de Friend of the World se inspiró en las obras de Samuel Beckett, Jean-Paul Sartre, John Carpenter y David Cronenberg. Se dice que la película se inspira en películas y televisión como The Twilight Zone, Dr. Strangelove, The Thing y La Jetée, así como en obras de teatro como No Exit y Krapp's Last Tape . 

## Estreno
La película debía estrenarse a principios de 2020, pero la pandemia de COVID-19 retrasó su estreno.   Friend of the World celebró un estreno mundial virtual de siete días en el Festival Internacional de Cine de Oceanside el 15 de agosto de 2020.  

### Respuesta crítica
La película recibió críticas en su mayoría positivas de los críticos, obteniendo un índice de aprobación del 90% en el agregador de reseñas de películas Rotten Tomatoes con una puntuación promedio de 5.9/10 basada en twenty-one reseñas. 